# Chuck Shamata
Charles „Chuck“ Shamata (* 30. November 1941 oder 1942 in Toronto, Kanada) ist ein kanadischer Schauspieler, Drehbuchautor und Produzent.

## Biographie
Chuck Shamata begann seine Karriere in den 1960er Jahren beim Theater, er spielte seitdem auf Bühnen von Halifax bis Los Angeles. Für seine erste Spielfilmrolle in Between Friends wurde er auf dem Sorrento Film Festival mit dem Migliore Attore ausgezeichnet, für seine schauspielerische Leistung im Film Running erhielt er den Best Actor Bijou Award. Darüber hinaus war er dreimal für den Canadian Screen Award nominiert.
Außer in zahlreichen Kino- und Fernsehfilmen war Chuck Shamata auch in mehreren kanadischen und US-amerikanischen TV-Serien zu sehen, beispielsweise 2005 in Kojak, 2011 in Republic of Doyle – Einsatz für zwei oder 2013 in Cracked.
Mit seiner Frau Diane lebt er in Toronto und hat zwei Kinder. Seine Tochter Lisa Shamata ist ebenfalls Schauspielerin.

## Filmographie
- 1972 Polizeiarzt Simon Lark (Dr. Simon Locke. Fernsehserie, 1 Folge)
- 1973 Eine Sache unter Freunden (Between Friends)
- 1976 Bluthunde (Death Weekend) aka (The House by the Lake)
- 1977 Willkommen in der blutigen Stadt (Welcome to Blood City)
- 1978 Power Play (Coup d'Etat)
- 1978 Im Bannkreis des Todes (I miss you, hugs and kisses)
- 1979 Running (The Winner)
- 1981 Scanners – Ihre Gedanken können töten (Scanners)
- 1981 Zum Teufel mit Max (The Devil and Max Devlin)
- 1985 Die Selbstmorde (The Suicide Murders)
- 1985 Mafia Princess
- 1985 Pauline und Joshua – Zum Teufel mit ... (Joshua then and now)
- 1985–1988 Nachtstreife (Night Heat, Fernsehserie, 5 Folgen)
- 1990 Prinzen für einen Sommer (Princes in Exile)
- 1991 Tai Babilonia: Leben auf dünnem Eis (On Thin Ice)
- 1993 Faustpfand der Vergangenheit (Family of Strangers)
- 1994 Death Wish V – Antlitz des Todes (Death Wish V – The Face of Death)
- 1996 Spill – Tödlicher Virus (Virus)
- 1998 Ein Herz für Brittany (A Father for Britanny)
- 1999 Gerechtigkeit bis in den Tod (Murder Suspect)
- 2004 The Day After Tomorrow (The Day After Tomorrow)
- 2005 Das Comeback – Für eine zweite Chance ist es nie zu spät (Cinderella Man)
- 2006 The Sentinel – Wem kannst du trauen? (The Sentinel)
- 2008 Flash of Genius (Flash of Genius)
- 2008 One Week – Das Abenteuer seines Lebens (One Week)
- 2008 Die Robert und Andrew Kissel Story (The Two Mr. Kissels)
- 2008 War Games 2 – Der Todescode (Wargames: The Dead Code)
- 2012 Für immer dein (Still mine)
- 2014 Clown (Eli Roth’s Clown)
- 2016 Die Erfindung der Wahrheit (Miss Sloane)